# Cleidion amazonicum
Cleidion amazonicum är en törelväxtart som beskrevs av Ernst Heinrich Georg Ule. Cleidion amazonicum ingår i släktet Cleidion och familjen törelväxter. Inga underarter finns listade i Catalogue of Life.